# Коппель, Томас
Томас Коппель (дат. Thomas Koppel; 27 апреля 1944, Эребру — 25 февраля 2006, Пуэрто-Рико) — датский композитор. Сын Хермана Давида Коппеля, брат Андерса Коппеля и Лоне Коппель.

## Начало карьеры
Родился в лагере беженцев в Швеции, куда его родители, в силу своего еврейского происхождения, вынуждены были бежать из оккупированной нацистами Дании. После окончания Второй мировой войны семья вернулась на родину. Музыкант-вундеркинд, уже в семнадцатилетнем возрасте написал оперу «История матери» (дат. Historien om en Moder; 1961, по Х. К. Андерсену), поставленную в Королевском театре Дании. В 1962—1967 гг. учился в Королевской консерватории по классу фортепиано у своего отца; кроме того, на протяжении года частным образом занимался композицией под руководством Вагна Хольмбоэ.

## Рок-музыкант
Экзаменационная комиссия консерватории не приняла у Коппеля выпускной экзамен. Выступив вместо получения диплома с публичным концертом, пианист сделал выбор в пользу рок-музыки, основав вместе с братом и сестрой рок-группу Savage Rose, в которой играл на фортепиано и на губной гармошке, а также был одним из вокалистов. К группе вскоре присоединились другие музыканты, прежде всего заменившая Лоне Коппель вокалистка Аннисетте Хансен, с которой Коппель несколько десятилетий жил в гражданском браке, пока не зарегистрировал, наконец, брак в 1999 году. Группа была тесно связана с возникновением Свободного города Христиания, приняла участие в записи одноимённого коллективного альбома (1976) в пользу Христиании. Джазовые тенденции в музыке группы привели к её выступлению на Ньюпортском джазовом фестивале в США. Однако наиболее важным событием в истории группы и карьере Коппеля стала постановка в 1971 году балетмейстером Флеммингом Флиндтом балета «Триумф смерти» (дат. Dødens Triumf) на музыку Коппеля и Savage Rose, по пьесе Эжена Ионеско «Игра в резню». Премьера балета состоялась на телевидении, затем он был перенесён на официальную сцену Датского королевского балета и стал самой успешной его постановкой XX века, выдержав 150 представлений за четыре года. Помимо работы с группой, Коппель также написал музыку к нескольким кинофильмам. Музыкант придерживался ультралевых взглядов и был членом Коммунистической партии Дании (марксистско-ленинской), ориентировавшейся на албанский режим Энвера Ходжа. В 1982 и 1987 гг. побывал в Албании (в первый раз в составе делегации датских деятелей искусства, во второй раз с гастролями своей группы), по возвращении в Данию дал интервью о преимуществах албанской демократии.

## Возвращение к академической музыке
В 1990-е гг. Коппель в значительной мере отошёл от своих прежних занятий и вернулся к академической композиции, хотя его композиторская манера и сложилась под влиянием прежнего опыта. Он закончил Вторую симфонию (1995), посвятив её 50-летию освобождения Дании от нацистской оккупации, и написал ряд произведений для продольной флейты, предназначенных для Михалы Петри. С 1996 года чета Коппелей жила, главным образом, в Лос-Анджелесе, композитор умер в собственном доме на острове Пуэрто-Рико. Похороны Коппеля в Копенгагене превратились в концерт ряда ведущих датских музыкантов.

## Последние годы
Похоронен на кладбище Ассистенс в Копенгагене.

## Семья
Обе дочери Коппеля и Хансен, Билли и Наджа, стали рок-певицами. Наджа также выпустила в память об отце фотоальбом «Моему отцу: мои снимки и путешествия» (дат. Til min far: Mine billeder og rejser; 2008).